# Carlyle Blackwell
Carlyle Blackwell, conosciuto anche con il nome di Carllyle Blackwell (Troy, 20 gennaio 1884 – Miami, 17 giugno 1955), è stato un attore, regista e sceneggiatore statunitense del cinema muto.

## Biografia
Nato in Pennsylvania, a Troy, fece il suo debutto cinematografico nel 1910 in un adattamento di La capanna dello zio Tom nel film Uncle Tom's Cabin di James Stuart Blackton, una produzione Vitagraph. Lavorò a lungo anche per la Kalem, facendo spesso coppia con Alice Joyce. Fino al 1930, quando l'arrivo del sonoro mise fine alla sua carriera, è apparso in più di 180 film. Dopo il suo ultimo film, girato nel 1930, Blackwell tornò a lavorare in teatro.
Morì a Miami, Florida, nel 1955 all'età di 71 anni. Suo figlio, Carlyle Blackwell jr. fu anche lui un attore.

## Riconoscimenti
Per il suo contributo all'industria del cinema, a Blackwell fu dedicata una stella sulla Hollywood Walk of Fame al 6340 Hollywood Boulevard.

## Filmografia

### Attore

#### 1910
- Uncle Tom's Cabin, regia di James Stuart Blackton – cortometraggio (1910)
- Brother Man – cortometraggio (1910)
- On Her Doorsteps – cortometraggio (1910)
- A Dixie Mother, regia di Van Dyke Brooke – cortometraggio (1910)
- When Lovers Part – cortometraggio (1910)

#### 1911
- Doctor Cupid – cortometraggio (1911)
- The Trail of the Pomas Charm – cortometraggio (1911)
- The Broken Trail – cortometraggio (1911)
- The Lost Ribbon – cortometraggio (1911)
- Mexican Filibusterers, regia di Kenean Buel – cortometraggio (1911)
- Bertha's Mission – cortometraggio (1911)
- The Mission Carrier (1911)
- Though the Seas Divide (1911)
- Big Hearted Jim (1911)
- Slim Jim's Last Chance (1911)
- Slabsides – cortometraggio (1911)
- The Loyalty of Don Luis Verdugo – cortometraggio (1911)
- The Love of Summer Morn, regia di Sidney Olcott – cortometraggio (1911)
- A Cattle Herder's Romance – cortometraggio (1911)
- Reckless Reddy Reforms (1911)
- The Badge of Courage (1911)
- By the Aid of a Lariat, regia di Kenean Buel (1911)
- The Indian Maid's Sacrifice, regia di George Melford (1911)
- The Mexican Joan of Arc, regia di George Melford (1911)
- Over the Garden Wall, regia di George Melford (1911)
- Peggy, the Moonshiner's Daughter (1911)
- The Wasp, regia di George Melford (1911)
- Don Ramon's Daughter, regia di George Melford (1911)
- The Branded Shoulder, regia di George Melford (1911)
- On the Warpath, regia di George Melford (1911)
- When the Sun Went Out, regia di George Melford (1911)
- The Alpine Lease, regia di George Melford (1911)
- The Blackfoot Halfbreed, regia di George Melford (1911)
- The California Revolution of 1848
- The Mistress of Hacienda del Cerro, regia di George Melford (1911)
- A Prisoner of Mexico, regia di George Melford (1911)
- The Peril of the Plains, regia di George Melford (1911)
- For Her Brother's Sake, regia di George Melford (1911)
- The Price of Ambition
- The Engineer's Daughter, regia di George Melford (1911)
- When California Was Won, regia di George Melford (1911)
- Dan, the Lighthouse Keeper, regia di George Melford (1911)
- The Temptation of Rodney Vane, regia di George Melford (1911)
- How Betty Captured the Outlaw, regia di George Melford (1911)
- The Long Arm of the Law, regia di George Melford (1911)
- Norma from Norway, regia di George Melford (1911)
- Between Father and Son, regia di George Melford (1911)
- The Higher Toll, regia di George Melford (1911)

#### 1912
- The Russian Peasant, regia di George Melford – cortometraggio (1912)
- An Interrupted Wedding, regia di George Melford – cortometraggio (1912)
- A Princess of the Hills, regia di George Melford – cortometraggio (1912)
- An American Invasion, regia di George Melford – cortometraggio (1912)
- The Alcalde's Conspiracy, regia di George Melford – cortometraggio (1912)
- The Bell of Penance, regia di George Melford – cortometraggio (1912)
- The Defeat of the Brewery Gang (1912)
- Jean of the Jail, regia di George Melford – cortometraggio (1912)
- The Spanish Revolt of 1836, regia di George Melford – cortometraggio (1912)
- The Secret of the Miser's Cave, regia di George Melford – cortometraggio (1912)
- The Adventures of American Joe, regia di George Melford – cortometraggio (1912)
- The Mexican Revolutionist, regia di George Melford – cortometraggio (1912)
- The Stolen Invention, regia di George Melford (1912)
- The Outlaw, regia di George Melford – cortometraggio (1912)
- The Gun Smugglers, regia di George Melford – cortometraggio (1912)
- The Bag of Gold, regia di George Melford – cortometraggio (1912)
- The Colonel's Escape, regia di George Melford – cortometraggio (1912)
- The Organ Grinder, regia di George Melford – cortometraggio (1912)
- Saved by Telephone, regia di George Melford – cortometraggio (1912)
- The Suffragette Sheriff, regia di George Melford – cortometraggio (1912)
- Fantasca, the Gypsy, regia di George Melford – cortometraggio (1912)
- The Family Tyrant, regia di George Melford – cortometraggio (1912)
- Freed from Suspicion, regia di George Melford – cortometraggio (1912)
- The Wandering Musician, regia di George Melford – cortometraggio (1912)
- The Kentucky Girl, regia di George Melford – cortometraggio (1912)
- The Daughter of the Sheriff, regia di George Melford – cortometraggio (1912)
- The Frenzy of Firewater, regia di George Melford – cortometraggio (1912)
- The Parasite, regia di George Melford – cortometraggio (1912)
- The Apache Renegade, regia di George Melford – cortometraggio (1912)
- The Village Vixen, regia di George Melford – cortometraggio (1912)
- When Youth Meets Youth, regia di George Melford – cortometraggio (1912)
- The Redskin Raiders (1912)
- The Plot That Failed, regia di George Melford – cortometraggio (1912)
- The Peril of the Cliffs, regia di George Melford – cortometraggio (1912)
- The Power of a Hymn, regia di George Melford – cortometraggio (1912)
- The Skinflint, regia di George Melford – cortometraggio (1912)
- Mountain Dew, regia di George Melford – cortometraggio (1912)
- Days of '49, regia di George Melford – cortometraggio (1912)
- The Flower Girl's Romance, regia di George Melford – cortometraggio (1912)
- Red Wing and the Paleface, regia di George Melford – cortometraggio (1912)
- The Water Rights War, regia di George Melford – cortometraggio (1912)
- The Mayor's Crusade, regia di George Melford – cortometraggio (1912)
- The Indian Uprising at Santa Fe, regia di George Melford – cortometraggio (1912)
- The Two Runaways, regia di George Melford – cortometraggio (1912)

#### 1913
- The Usurer, regia di George Melford – cortometraggio (1913)
- A Dangerous Wager, regia di George Melford – cortometraggio (1913)
- Red Sweeney's Mistake, regia di George Melford – cortometraggio (1913)
- The Boomerang, regia di George Melford – cortometraggio (1913)
- The Pride of Angry Bear, regia di George Melford – cortometraggio (1913)
- The Last Blockhouse, regia di George Melford – cortometraggio (1913)
- The Buckskin Coat, regia di George Melford – cortometraggio (1913)
- A Life in the Balance, regia di George Melford – cortometraggio (1913)
- The Redemption, regia di George Melford – cortometraggio (1913)
- The Mountain Witch, regia di George Melford – cortometraggio (1913)
- The Missing Bonds, regia di George Melford – cortometraggio (1913)
- The Honor System, regia di George Melford – cortometraggio (1913)
- The Attack at Rocky Pass, regia di George Melford – cortometraggio (1913)
- The Sacrifice, regia di George Melford – cortometraggio (1913)
- The California Oil Crooks, regia di George Melford – cortometraggio (1913)
- The Wayward Son, regia di George Melford – cortometraggio (1913)
- The Cheyenne Massacre, regia di George Melford – cortometraggio (1913)
- The Poet and the Soldier, regia di George Melford – cortometraggio (1913)
- The Battle for Freedom, regia di George Melford – cortometraggio (1913)
- The Tragedy of Big Eagle Mine – cortometraggio (1913)
- The Struggle, regia di George Melford – cortometraggio (1913)
- The Fight at Grizzly Gulch, regia di George Melford – cortometraggio (1913)
- The Girl and the Gangster – cortometraggio (1913)
- Intemperance, regia di George Melford – cortometraggio (1913)
- The Skeleton in the Closet, regia di George Melford – cortometraggio (1913)
- The Invaders, regia di George Melford – cortometraggio (1913)
- Trooper Billy, regia di George Melford – cortometraggio (1913)
- A Daughter of the Underworld, regia di George Melford – cortometraggio (1913)
- The Man Who Vanished, regia di George Melford – cortometraggio (1913)
- Perils of the Sea, regia di George Melford e Sidney Olcott – cortometraggio (1913)
- The Plot of India's Hillmen, regia di George Melford – cortometraggio (1913)
- The Invisible Foe, regia di George Melford – cortometraggio (1913)

#### 1914
- The Masquerader – cortometraggio (1914)
- The Convict's Story (1914)
- Out in the Rain, regia di Carlyle Blackwell (1914)
- The Fatal Clues (1914)
- Chasing the Smugglers, regia di Carlyle Blackwell (1914)
- The Award of Justice (1914)
- The Wiles of a Siren (1914)
- The Secret Formula – cortometraggio (1914)
- The Detective's Sister, regia di George Melford – cortometraggio (1914)
- The Fringe on the Glove (1914)
- Mrs. Peyton's Pearls (1914)
- The Spitfire, regia di Edwin S. Porter e Frederick A. Thomson (1914)
- The Political Boss, regia di Carlyle Blackwell (1914)
- Such a Little Queen, regia di Edwin S. Porter e Hugh Ford (1914)
- The Key to Yesterday, regia di John Francis Dillon (1914)
- The Man Who Could Not Lose, regia di Carlyle Blackwell (1914)
- The Last Chapter, regia di William Desmond Taylor (1914)

#### 1915
- The Uncanny Room, regia di Richard Oswald (1915)
- The High Hand, regia di William D. Taylor (William Desmond Taylor) (1915)
- The Puppet Crown, regia di George Melford (1915)
- The Secret Orchard, regia di Frank Reicher (1915)
- The Case of Becky, regia di Frank Reicher (1915)
- Mr. Grex of Monte Carlo, regia di Frak Reicher (1915)

#### 1916
- The Clarion, regia di James Durkin (1916)
- The Shadow of a Doubt, regia di Wray Bartlett Physioc (1916)
- His Brother's Wife, regia di Harley Knoles (1916)
- Sally in Our Alley, regia di Travers Vale (1916)
- A Woman's Way, regia di Barry O'Neil (1916)
- The Ocean Waif, regia di Alice Guy (non accreditata) (1916)
- Beyond the Wall o The Madness of Helen, regia di Travers Vale (1916)
- The New South, regia di Robert Thornby (1916)

#### 1917
- The Marriage Market, regia di Arthur Ashley (1917)
- On Dangerous Ground, regia di Robert Thornby (1917)
- A Square Deal, regia di Harley Knoles (1917)
- The Social Leper, regia di Harley Knoles (1917)
- The Page Mystery, regia di Harley Knoles (1917)
- The Crimson Dove, regia di Romaine Fielding (1917)
- The Price of Pride, regia di Harley Knoles (1917)
- Youth, regia di Romaine Fielding (1917)
- The Burglar, regia di Harley Knoles (1917)
- The Good for Nothing, regia di Carlyle Blackwell (1917)

#### 1918
- The Beautiful Mrs. Reynolds, regia di Arthur Ashley (1918)
- His Royal Highness, regia di Carlyle Blackwell (1918)
- The Way Out, regia di George Kelson (1918)
- Leap to Fame, regia di Carlyle Blackwell (1918)
- Stolen Orders, regia di George Kelson e Harley Knoles (1918)
- The Cabaret, regia di Harley Knoles (1918)
- The Golden Wall, regia di Dell Henderson (1918)
- The Beloved Blackmailer, regia di Dell Henderson (1918)
- By Hook or Crook, regia di Dell Henderson (1918)
- The Road to France, regia di Dell Henderson (1918)
- Hitting the Trail, regia di Dell Henderson (1918)

#### 1919
- Love in a Hurry, regia di Dell Henderson (1919)
- Courage for Two, regia di Dell Henderson (1919)
- Hit or Miss, regia di Dell Henderson (1919)
- Three Green Eyes, regia di Dell Henderson (1919)

#### 1920
- The Third Woman, regia di Charles Swickard (1920)

- The Restless Sex, regia di Robert Z. Leonard e Leon D'Usseau (1920)

#### 1922
- Bulldog Drummond, regia di Oscar Apfel- Capitano Hugh Drummond (1922)

#### 1923
- The Beloved Vagabond, regia di Fred LeRoy Granville (1923)

- The Virgin Queen, regia di James Stuart Blackton (1923)

#### 1924
- Shadow of Egypt, regia di Sidney Morgan (1924)

- Les Deux gosses, regia di Louis Mercanton (1924)

#### 1925
- She, regia di Leander De Cordova e G.B. Samuelson (1925)

#### 1926
- Riding for a King, regia di Walter West (1926)
- Beating the Book, regia di Walter West (1926)
- Monte Carlo, regia di Christy Cabanne (1926)

#### 1927
- One of the Best, regia di T. Hayes Hunter - Philip Ellsworth (1927)

#### 1928
- The Rolling Road, regia di Graham Cutts - Tom Forty (1928)

#### 1929
- The Crooked Billet, regia di Adrian Brunel (1929)
- The Wrecker, regia di Géza von Bolváry (1929)
- Il cane di Baskerville (Der Hund von Baskerville), regia di Richard Oswald (1929)

#### 1930
- Bedrock di Carlyle Blackwell - Tim Parke (1930)

- Beyond the Cities di Carlyle Blackwell - Jim Campbell (1930)

### Film o documentari dove appare Carlyle Blackwell
- The Volunteer, regia di Harley Knoles - cameo (1917)

### Regista
- Out in the Rain (1914)
- Chasing the Smugglers (1914)
- The Political Boss (1914)
- The Man Who Could Not Lose (1914)
- The Good for Nothing (1917)
- His Royal Highness (1918)
- Leap to Fame (1918)
- Bedrock (1930)
- Beyond the Cities (1930)

### Produttore
- L'inquilino (The Lodger: A Story of the London Fog), regia di Alfred Hitchcock - produttore (non accreditato) (1927)
- Blighty, regia di Adrian Brunel - (produttore) (1927)
- One of the Best, regia di T. Hayes Hunter - (produttore) (1927)
- The Rolling Road, regia di Graham Cutts - (coproduttore) (1928)
- Bedrock, regia di Carlyle Blackwell - (produttore) (1930)
- Beyond the Cities, regia di Carlyle Blackwell - (produttore) (1930)

### Sceneggiatore
- Beyond the Cities, regia di Carlyle Blackwell - (sceneggiatore) (1930)